# Навозов, Фёдор Дмитриевич
Фёдор Дмитриевич Навозов (1910—1986) — советский партийный деятель, первый секретарь Марийского обкома КПСС (1942—1945).

## Биография
Родился 19 июня 1910 года в селе Елшанка Петровского уезда Саратовской губернии (ныне — Лопатинский район Пензенской области).
С шестнадцатилетнего возраста работал в сельскохозяйственной артели. Позднее стал секретарём волостного комитета комсомола, а впоследствии — секретарём, первым секретарём Краснохолмского райкома ВКП(б) Оренбургской (Чкаловской) области (1937—1939). В 1939 году был переведён на работу в Свердловск, занял должность второго секретаря Свердловского обкома ВКП(б).
На X-м пленуме Марийского обкома ВКП(б) 30 апреля 1942 года был избран первым секретарём обкома. Освобождён от занимаемой должности на основании постановления пленума Марийского обкома ВКП(б) в июле 1945 года.
С 1945 года был первым секретарём Пугачёвского райкома ВКП(б) в Саратовской области, затем — начальником Политического отдела, Отдела учебных заведений Печорской железной дороги (Котлас Архангельской области, 1949—1959).
С 1959 года жил в Смоленске, работал начальником учебных заведений Калининской железной дороги. В 1963 году занял пост заместителя заведующего идеологического отдела Смоленского сельского обкома КПСС. После ликвидации сельскохозяйственного обкома стал членом парткомиссии Смоленского обкома КПСС. В 1966—1977 годах занимал должность уполномоченного Совета по делам религий при Совете Министров РСФСР по Смоленской области.
Умер 18 августа 1986 года, похоронен на Новом кладбище Смоленска.